# Riize
Riize (hangul: 라이즈; RR: Raijeu; MR: Raijŭ; stilizat cu majuscule și pronunțat ca englezescul „rise” – raiz) este o formație de băieți sud-coreeană formată de SM Entertainment. Grupul este format din șapte membri: Shotaro, Eunseok, Sungchan, Wonbin, Seunghan, Sohee și Anton. Au debutat la 4 septembrie 2023, cu single-ul Get a Guitar.